# 桂竹千代
桂 竹千代（かつら たけちよ、1987年3月17日 - ）は、落語芸術協会所属の落語家。出囃子は『猩々』。

## 来歴
千葉県立匝瑳高等学校を経て、明治大学文学部史学地理学科卒業。同大学院文学研究科古代日本文学専攻修士課程修了。大学時代は落語研究会に所属。同じく大学在学中の2006年にワタナベコメディスクールに入学（4期生）。漫才コンビ・ゴーギャン職人やピン芸人・ヨコタカとして活動（当時はニュースタッフエージェンシー所属）するが、2010年に活動を一時休止。
2011年7月、歴史もの新作落語を得意とする桂竹丸に入門。同年10月より前座（竹のこ）。2015年9月、二つ目昇進、竹千代と改名。
同じ落語芸術協会に所属する10人（他のメンバーは、春風亭鯉づむ、春風亭昇吾、昔昔亭喜太郎、瀧川鯉白、三遊亭遊子、桂鷹治、古今亭今いち、立川幸之進、笑福亭希光）で「芸協カデンツァ」というユニットを組んでいる。実質的に「成金」の後継にあたる。
2021年12月9日、ご当地落語「赤倉温泉」で、現地滞在4日間で創り演じた新作落語『おさいど祭』が、『湯守の宿三之丞賞』を受賞。
2021年、令和3年度（第76回）文化庁芸術祭の大衆芸能部門新人賞を受賞。芸歴10周年を迎えた11月9日に、東京・内幸町ホールで開いた「桂竹千代独演会2021冬」（「鮑のし」「古事記～完全版」を口演）が評価された。
2026年5月、春風亭昇吾、雷門音助改め三代目雷門五郎、昔昔亭喜太郎とともに真打昇進予定。

## 人物
柔道（弐段）、文学修士、学芸員、社会教育主事、温泉ソムリエなどを所持している。千葉県旭市観光大使。苦手な食べ物はネギ。食事に入っていたら必ず抜いてもらう。
師匠の竹丸からは「3人いる弟子の中で4番目に好き」と評価されている。

## 出演番組

### テレビ
- エンタの天使（2010年2月17日、日本テレビ） - ピン芸人（ヨコタカ）時代に出演
- 笑点 特大号（2015年8月26日 - 12月2日、BS日テレ） - 若手大喜利（代役出演）
- そこまで言って委員会NP（2022年5月22日、読売テレビ）- ゲスト

### その他
- 日曜バラエティー（2018年4月 - 2019年3月、NHKラジオ第1放送）- コロコロトリオのメンバー
- アクオス今昔物語（2016年、シャープ）- 家電量販店内放送用ビデオ。春風亭柳若と共演[注 1]。
- 大喜利セーフ22（2020年3月 - 2022年1月、YouTube） - 月水金22:30頃からLIVE配信。

## 著書
- 『落語DE古事記』（幻冬舎） 2019年11月 ISBN 978-4344035409